# Pinto-d'água-carijó
Pinto-de-água-carijó ou franga-d'água-sarapintada (Coturnicops notatus) é uma espécie de ave alocada na ordem Gruiformes, família Rallidae. É uma das três representantes atuais do gênero Coturnicops.

## Descrição
É uma espécie miúda, com cerca de 13 cm de comprimento, de pernas e dedos curtos, plumagem pardo-anegrada, nas partes superiores pintalgada de branco e preto, pescoço anterior estriado de branco, resto das partes inferiores transversalmente fasciadas de branco. A voz é trissilábica e emitida à noite.

## Habitate distribuição
Alagados; encontrada inclusive em plantações de arroz.
Distribui-se das Guianas e Venezuela à Argentina e Uruguai.
No Brasil: em São Paulo e Rio Grande do Sul.